# Boris Archangielski
Boris Archangielski, ros. Борис Архангельский (ur. 21 stycznia 1931, zm. 27 lipca 2010) – rosyjski szachista i sędzia klasy międzynarodowej (od 1999), mistrz międzynarodowy od 1997 roku.

## Kariera szachowa
Na arenie międzynarodowej pojawił się po rozpadzie Związku Radzieckiego, ranking ELO zdobywając dopiero 1 stycznia 1993 roku. W tym samym roku osiągnął pierwszy sukces, zdobywając w Bad Wildbad brązowy medal mistrzostw świata seniorów (zawodników powyżej 60. roku życia). W turniejach tych (jak również o mistrzostwo Europy) startował jeszcze wielokrotnie, drugi medal (tym razem srebrny) zdobywając w 1997 r. w Bad Wildbad. W 2001 r. zwyciężył w otwartym międzynarodowym turnieju w Sierpuchowie, natomiast w 2005 r. zajął III m. (za Jurijem Szabanowem i Wissarionem Kondratiewem) w mistrzostwach Moskwy seniorów.
W 1996 r. wydał (wspólnie z Anatolijem Lejnem) książkę pt. Sharpen Your Tactics (ISBN 1-880673-13-4), która zawiera ponad 1100 zadań z szachowej taktyki (kombinacji oraz studiów).
Najwyższy ranking szachowy w karierze osiągnął 1 października 2000 r., z wynikiem 2442 punktów dzielił wówczas 201-206. miejsce wśród rosyjskich szachistów.